# Eddie Griffin (Schauspieler)

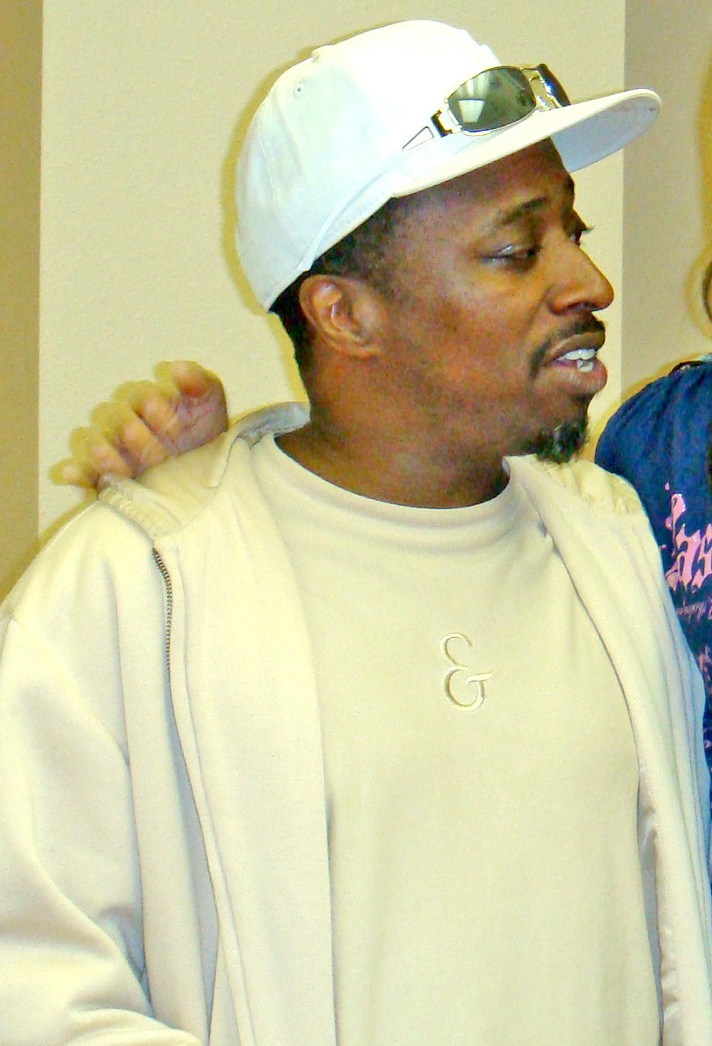
Eddie Griffin (2008)

Eddie Griffin (* 15. Juli 1968 in Kansas City, Missouri) ist ein US-amerikanischer Schauspieler und Stand-up-Comedian.

## Leben und Leistungen
Griffin debütierte im Actionfilm Last Boy Scout – Das Ziel ist Überleben aus dem Jahr 1991. Von 1996 bis 2000 trat er in der Fernsehserie Malcolm & Eddie als Eddie auf, wofür er im Jahr 2000 für den Image Award nominiert wurde.
In der Komödie Foolish (1999) übernahm Griffin die Hauptrolle des als Foolish genannten Miles Waise. In der Actionkomödie Die doppelte Nummer (2001) spielte er die Rolle des FBI-Agenten Freddy Tiffany, der den Finanzmanager Daryl Chase (Orlando Jones) beschützt. In der Actionkomödie Undercover Brother (2002) spielte er erneut die Hauptrolle.
Außerdem erzielte Griffin mit seiner Show Voodoo Child große Erfolge und wurde im Jahr 2004 von Comedy Central unter die Top 100 US-Comedians gewählt.
Griffin war in den Jahren 1983 bis 1984, als Teenager im Alter von 16 Jahren, verheiratet; im Jahr 2002 heiratete er erneut. Er hat einen im Jahr 1986 geborenen Sohn.
Bekanntheit erreichte auch ein durch Griffin verursachter Unfall, bei dem er bei einer Promotionaktion für den 2007er-Film Redline auf dem Irwindale Speedway mit einem 1,5 Millionen US-Dollar teuren Enzo Ferrari gegen eine Begrenzungsmauer prallte.

## Filmografie (Auswahl)
- 1991: Last Boy Scout – Das Ziel ist Überleben (The Last Boy Scout)
- 1993: Die Coneheads (Coneheads)
- 1993: Meteor Man (The Meteor Man)
- 1994: Jason’s Lyric
- 1996–2000: Malcolm & Eddie (Fernsehserie)
- 1998: Armageddon – Das jüngste Gericht (Armageddon)
- 1999: Rent a Man – Ein Mann für gewisse Sekunden (Deuce Bigalow: Male Gigolo)
- 1999: Foolish
- 2000: Ich hab doch nur meine Frau zerlegt (Picking Up the Pieces)
- 2001: So High (How High)
- 2001: Die doppelte Nummer (Double Take)
- 2002: John Q – Verzweifelte Wut (John Q)
- 2002: Undercover Brother
- 2002: The New Guy
- 2003: Scary Movie 3
- 2004: Blast
- 2004: My Baby’s Daddy
- 2005: The Wendell Baker Story
- 2005: Deuce Bigalow: European Gigolo
- 2006: Irish Jam
- 2006: Date Movie
- 2007: Norbit
- 2007: Urban Justice – Blinde Rache (Urban Justice)
- 2007: Redline
- 2018: A Star Is Born
- 2020: Kings of Hollywood (The Comeback Trail)